# علاف‌ها ۳
علاف‌ها ۳ (انگلیسی: Fukrey 3) فیلم کمدی هندی-زبان، محصول سال ۲۰۲۳ است که کارگردانی آن را مریگدیپ سینگ لامبا بر عهده داشت و توسط فرهان اختر و ریتش سیدوانی تحت نشان اکسل انترتینمنت ساخته شد. این فیلم، سومین قسمت از مجموعه علاف‌ها بوده و دنباله فیلم بازگشت علاف‌ها (۲۰۱۷) می‌باشد. بازیگران اصلی فیلم را گروه بازیگرانی شامل پولکیت سامرات، وارون شارما، مانجوت سینگ، ریچا چادا و پانکاج تریپاتی تشکیل می‌دهند.
فیلم علاف‌ها ۳ در روز ۲۸ سپتامبر ۲۰۲۳ اکران گردید.